# Mikroregion Bodoquena

Mikroregion Bodoquena

Mikroregion Bodoquena – mikroregion w brazylijskim stanie Mato Grosso do Sul należący do mezoregionu Sudoeste de Mato Grosso do Sul.

## Gminy
- Bela Vista;
- Bodoquena;
- Bonito;
- Caracol;
- Guia Lopes da Laguna;
- Jardim;
- Nioaque.